# سرحد شش‌دانگه

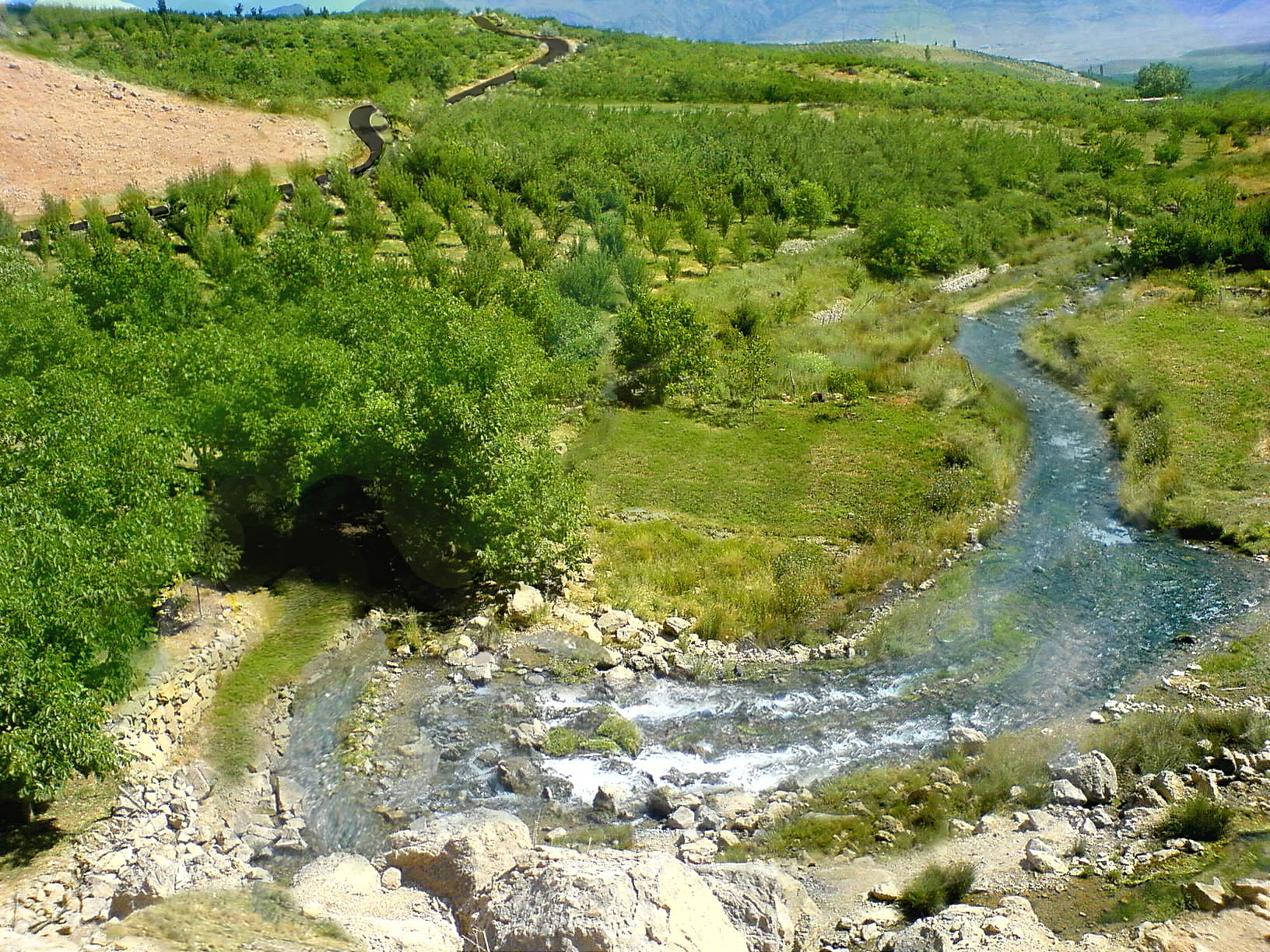
چشمه‌ای در پادنا

سرحد شش‌دانگه یا شش‌ناحیه منطقه‌ای سردسیری در غرب سرحد چهاردانگه میان استان فارس، اصفهان و چهارمحال و بختیاری است. بیشتر ساکنان این منطقه به زبان‌های فارسی، ترکی و لری سخن می‌گویند.
این منطقه از آن جهت شش‌ناحیه نامیده می‌شود که شامل شش ناحیه پادنا، حنا، سمیرم، فلارد، وردشت و ونک می‌باشد.

## جغرافیا
آب و هوای این منطقه سرد کوهستانی است. در فارسنامه اشاره شده:
از سردسیرات فارس، در میانه شمال و مغرب شیراز افتاده‌است، در همه چیز مانند سرحد چهاردانگه است، درازی آن از قریه «کیفته» تا «گندمان» ۲۱ فرسخ، پهنای آن از «اسفدران» تا قریه «میمند فلارد» ۱۱ فرسخ. محدود است از جانب مشرق به سرحد چهاردانگه و بلوک آباده اقلید و از سمت شمال به نواحی اصفهان و از طرف مغرب و جنوب به نواحی بختیاری و کوهگیلویه. در قدیم به شش بلوک قسمت بوده، همه را یکی نموده، در تحت یک حکومت قرار دادهاند و از قدیم تاکنون همیشه حکومت و ضابطی این بلوک با خوانین قشقائی بود و تاکنون در تصرف داراب خان، ایل بیگی قشقائی باقی است.— حسن حسینی فسائی، فارسنامه ناصری